# Csuklyás hegyitangara
A csuklyás hegyitangara (Buthraupis montana) a madarak osztályának verébalakúak (Passeriformes) rendjébe és a tangarafélék (Thraupidae) családjába tartozó Buthraupis nem egyetlen faja.
Magyar neve forrással nincs megerősítve.

## Rendszerezése
A fajt Alcide d’Orbigny és Frédéric de Lafresnaye írták le 1837-ben, az Aglaia nembe Aglaia montana néven. 1851-ben Jean Cabanis német ornitológus áthelyezte a Buthraupis nembe, egyetlen fajként.

## Alfajai
- Buthraupis montana cucullata (Jardine & Selby, 1842)
- Buthraupis montana cyanonota von Berlepsch & Stolzmann, 1896
- Buthraupis montana gigas (Bonaparte, 1851)
- Buthraupis montana montana (d'Orbigny & Lafresnaye, 1837)
- Buthraupis montana saturata von Berlepsch & Stolzmann, 1906
- Buthraupis montana venezuelana Aveledo & Perez, 1989[2]

## Előfordulása
Az Andokban, Ecuador, Kolumbia, Peru és Venezuela területén honos. Természetes élőhelyei a szubtrópusi és trópusi hegyi esőerdők. Állandó, nem vonuló faj.

## Megjelenése
Testhossza 21 centiméter, testtömege 70-90 gramm.

## Természetvédelmi helyzete
Az elterjedési területe nagyon nagy, egyedszáma pedig stabil. A Természetvédelmi Világszövetség Vörös listáján nem fenyegetett fajként szerepel.